# Трингам, Николай Васильевич
Никола́й Васи́льевич Тринга́м (1860 — 1914) — русский офицер (посмертно генерал-майор), герой Первой мировой войны.

## Биография
Православный. Сын надворного советника. Получил домашнее образование.
В 1878 году поступил вольноопределяющимся в 5-й уланский Литовский полк. В 1881 году окончил Тверское кавалерийское училище и 6 июля того же года был произведен корнетом в тот же полк. Произведен в поручики 26 февраля 1886 года, в штабс-ротмистры — 5 февраля 1889 года, в ротмистры — 15 марта 1894 года. Был командиром эскадрона.
Окончил Офицерскую кавалерийскую школу „успешно“. В 1898 году был зачислен в постоянный состав Офицерской кавалерийской школы. Произведен в подполковники 26 февраля 1903 года. 22 апреля 1907 года произведен в полковники «за отличие по службе», а 16 октября того же года переведен в 55-й драгунский Финляндском полк.
20 декабря 1911 года назначен командиром 12-м гусарского Ахтырского полка, с которым и вступил в Первую мировую войну. Погиб в бою. Посмертно удостоен ордена Св. Георгия 4-й степени
За то, что в бою 29 августа 1914 года, командуя четырьмя эскадронами, атаковал в конном строю пехоту противника, чем остановил успех противника и расстроил наступления его части. Ведя в атаку свой полк, полковник Трингам был убит.
14 октября 1914 года исключён из списков убитым в бою с неприятелем. Высочайшим приказом от 17 сентября 1915 года полковник Трингам был посмертно произведён в генерал-майоры со старшинством со дня гибели — 29 августа 1914 года. Похоронен на Новодевичьем кладбище в Санкт-Петербурге.

## Семья
Был женат, сын Александр (1891—1976) — корнет, в эмиграции, во Вторую мировую войну служил в Русском корпусе, умер в США.

## Награды
- Орден Святого Станислава 3-й ст. (1895)
- Орден Святой Анны 3-й ст. (ВП 1.01.1897)
- Орден Святой Анны 2-й ст. (ВП 26.08.1911)
- Орден Святого Владимира 4-й ст. (ВП 8.04.1914)
- Орден Святого Георгия 4-й ст. (ВП 13.01.1915)